# هرمس تریسمجیستوس
هرمس تریسمجیستوسیک یا هرمس الهرامسه یا هرمس مثلث العظمة (یونانی باستان: Ἑρμῆς ὁ Τρισμέγιστοςبه معنی هرمس سه‌بار بزرگ؛ لاتین: Mercurius ter Maximus) از دانشمندان علوم غریبه و صاحبان طب و کیمیا در مصر بوده‌است. هرمس از باورمندان تناسخ انسان است.
هرمس تریسمجیستوس نامی است که یونانیان به تحوت داده‌اند که در اساطیر مصری، ایزد دانش و جادوگری و ادبیات و سخنگوی ایزدان است. بنا به اساطیری که از کاهنان مصری نقل شده، تحوت هجده هزار سال قبل از میلاد به مدت سه هزار سال بر زمین حکومت کرد و تمامی علوم را در بیست هزار جلد کتاب تدوین نموده‌است. این گفته ایامبلیخوس است، ولی منتحو مورخ مصری این عدد را دور از شأن آن خدا می‌داند و عقیده دارد که عدد کتاب‌های تحوت سی و شش هزار جلد بوده‌است.
طبق گفتگان به دلیل قدرت کیمیا و جادوگری او قلمروی فرعونیان نیز، به شکوه و عظمت بی نظیری رسید، اما بعدها هرمس به دلیل قدردان نبودن فرعون، علیه او برخاست. اما فرعون موجب زندانی شدن او شد.

## مبدأ و هویت
به نظر می‌رسد هرمس ترکیبی از یکی از اساطیر یونان به نام هرمس و تحوت از خدایان یونان باستان و مصر باستان باشد و در عصر هلنیستی این خدایان با یکدیگر در قالب هرمس ترکیب شده‌اند.
هر دو ی این خدایان، هرمس و تحوت، در فرهنگ‌های خود به عنوان خدای نوشتن و جادو شناخت می‌شدند. خدای ارتباطات یونان با خدای حکمت مصر ترکیب شده تا نمادی از دانش طالع‌بینی و کیمیاگری به وجود بیاید. هر دوی این خدایان به عنوان راهنمای روان‌ها، روح مردگان را به سوی زندگی پس از مرگ راهنمایی می‌کنند.

## هرمس در میان ملل گوناگون
- اخنوخ
- ادریس
- هرمس الهرامسه را در دنیای اسلام با ادریس پیامبر یکی می‌دانند.[۱]
- هرمز
- اورمزد و بوذاسف
- بودا برخی هرمس پیامبر صابئینان را با بودا یکی می‌دانند که علت این امر گویا مربوط به تأثیر آیین بودا بر مانی است و اینکه برخی صابئینان را پیروان مانی می‌دانند.[۷]
- هرمس و عطارد
- آرمیس
- طاط

## آثار منسوب
- رسالة معاتبة النفس
- زجرالنفس یا ینبوع الحیاة یا معاتَبَة النّفس یا یَنْبوع الحکمه کتابی منسوب به هرمس است که بابا افضل کاشانی بخشهایی از آن را به فارسی ترجمه کرده‌است. متن عربی برای اولین بار در ۱۸۷۳ در بن به چاپ رسید.[۱]
- السبع کواکب السیارة
- نفع البریة که چاپ دیگری از همان زجر النفس است.

## در ادب فارسی
نظامی گنجوی در بخش دوم اسکندرنامه از هرمس به عنوان یک فیلسوف یاد می‌کند:
| همان هفتمین، هرمس نیک رای |  | که بر هفتمین آسمان کرد جای |